# Bom Jesus de Matosinhos (Congonhas)

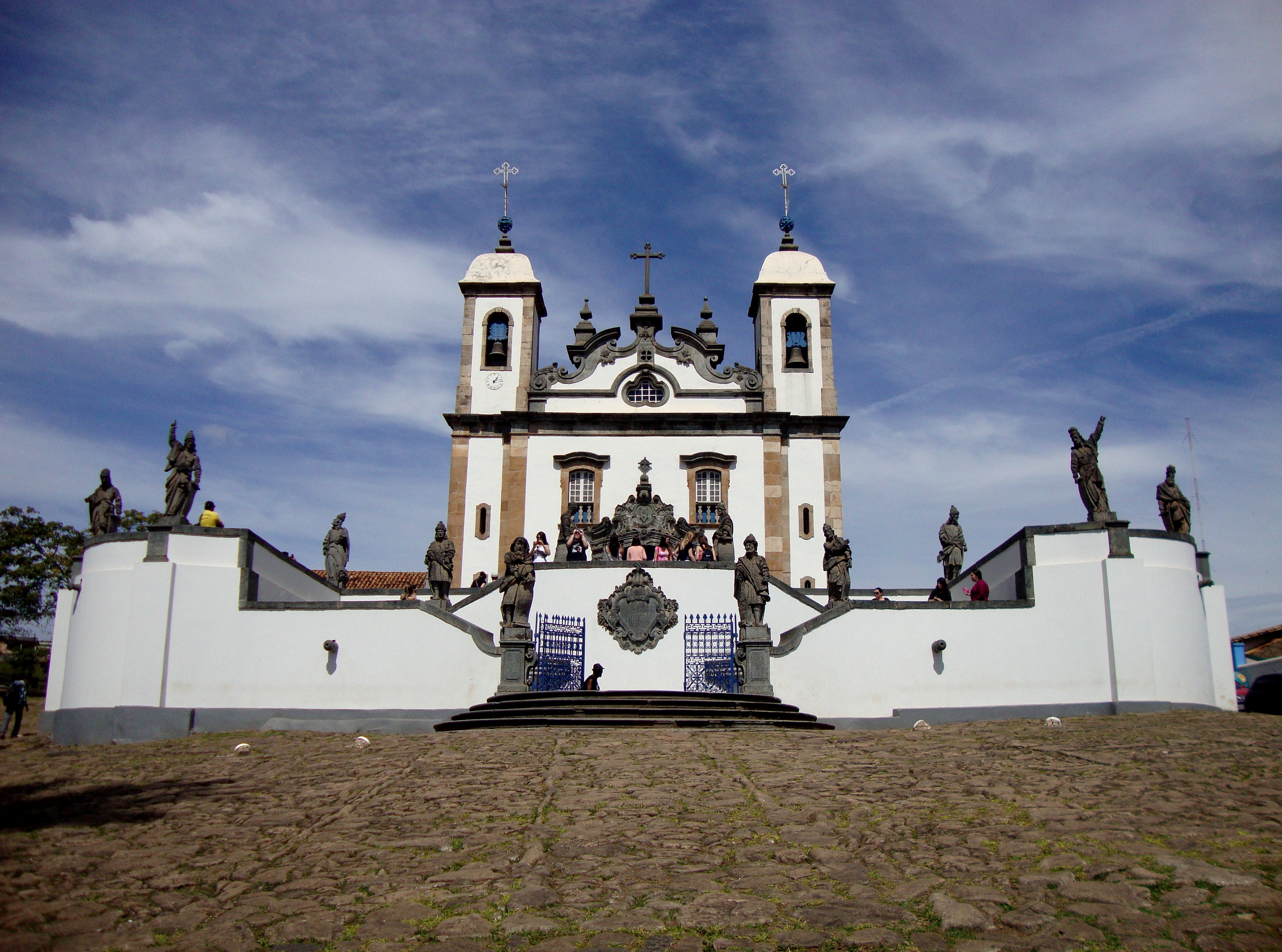
Die Wallfahrtskirche

Das Santuário do Bom Jesus de Matosinhos (Heiligtum des Guten Herrn Jesus von Matosinhos) ist ein bekannter brasilianischer Wallfahrtsort am oberen Rand der kleinen Stadt Congonhas im Bundesstaat Minas Gerais, 85 km südlich von Belo Horizonte.

## Name und Geschichte
Der Name des Heiligtums bezieht sich auf die nordportugiesische Wallfahrtskirche Bom Jesus in Matosinhos bei Porto, wo eine wundertätige Jesusfigur verehrt wird, die als Bom Jesus de Matosinhos, also als "Guter Jesus von Matosinhos" bekannt ist (oder als Senhor de Matosinhos = "Herr von Matosinhos"). Deshalb Santuário do Bom Jesus de Matozinhos. Die Bezeichnung "guter Jesus" ist hier außerdem nicht mit Jesus als "guter Hirte" zu verwechseln, stattdessen handelt es sich bei der Figur des Bom Jesus de Matosinhos um eine Darstellung aus der Passion: Jesus als Schmerzensmann, auch bekannt als Ecce homo.
Für das Heiligtum bei Congonhas sind im Portugiesischen auch noch andere Bezeichnungen geläufig: Santuário de Bom Jesus do Bacalhau, Santuário do Bacalhau, oder Capela do Senhor Bom Jesus de Matozinhos.
Das Heiligtum wurde in den Jahren 1758 bis 1772 auf dem Maranhão-Hügel, oberhalb der Stadt Congonhas, errichtet. Zum gesamten Baukomplex zählen die Kirche mit großer Freitreppe, ein hügelig ansteigender Vorplatz und sieben Kreuzweg-Kapellen. Architektonische Vorbilder waren die bereits erwähnte und namengebende Kirche Bom Jesus de Matosinhos bei Porto und der berühmte portugiesische Wallfahrtsort Bom Jesus do Monte bei Braga.
Im Jahr 1957 wurde die Kirche zur Basilica minor erhoben. Seit dem Jahre 1985 zählt der Wallfahrtsort mit seinen Kreuzwegkapellen und Skulpturen des brasilianischen Baumeisters und Bildhauers Aleijadinho zur UNESCO-Liste des Weltkulturerbes.

## Wallfahrtskirche
Nach Entwurf des Architekten Francisco Lima Cerqueira vollendeten die Baumeister Domingos Antonio Dantas und Antonio Rodrigues Falcado die Kirche bis 1772. Die Fassade der Kirche ist stilistisch dem brasilianischen Barock, ihr Innenraum dem Rokoko verpflichtet. Für den Kirchenraum schuf der Barockmaler Manuel da Costa Ataíde mehrere Gemälde.

## Treppenaufgang mit Propheten
Zwölf lebensgroße Statuen der Propheten aus Speckstein säumen die große Freitreppe zur Kirche. Vom Rand der Terrasse kann man weit ins Land blicken. Die spätbarocken Propheten-Skulpturen schuf Aleijadinho (Antônio Francisco Lisboa) 1800–1805 mit seinen Schülern. Die Figuren halten mit lebhafter Bewegung Schriftrollen in ihren Händen, die sechs gute und sechs schlechte Botschaften verkünden.

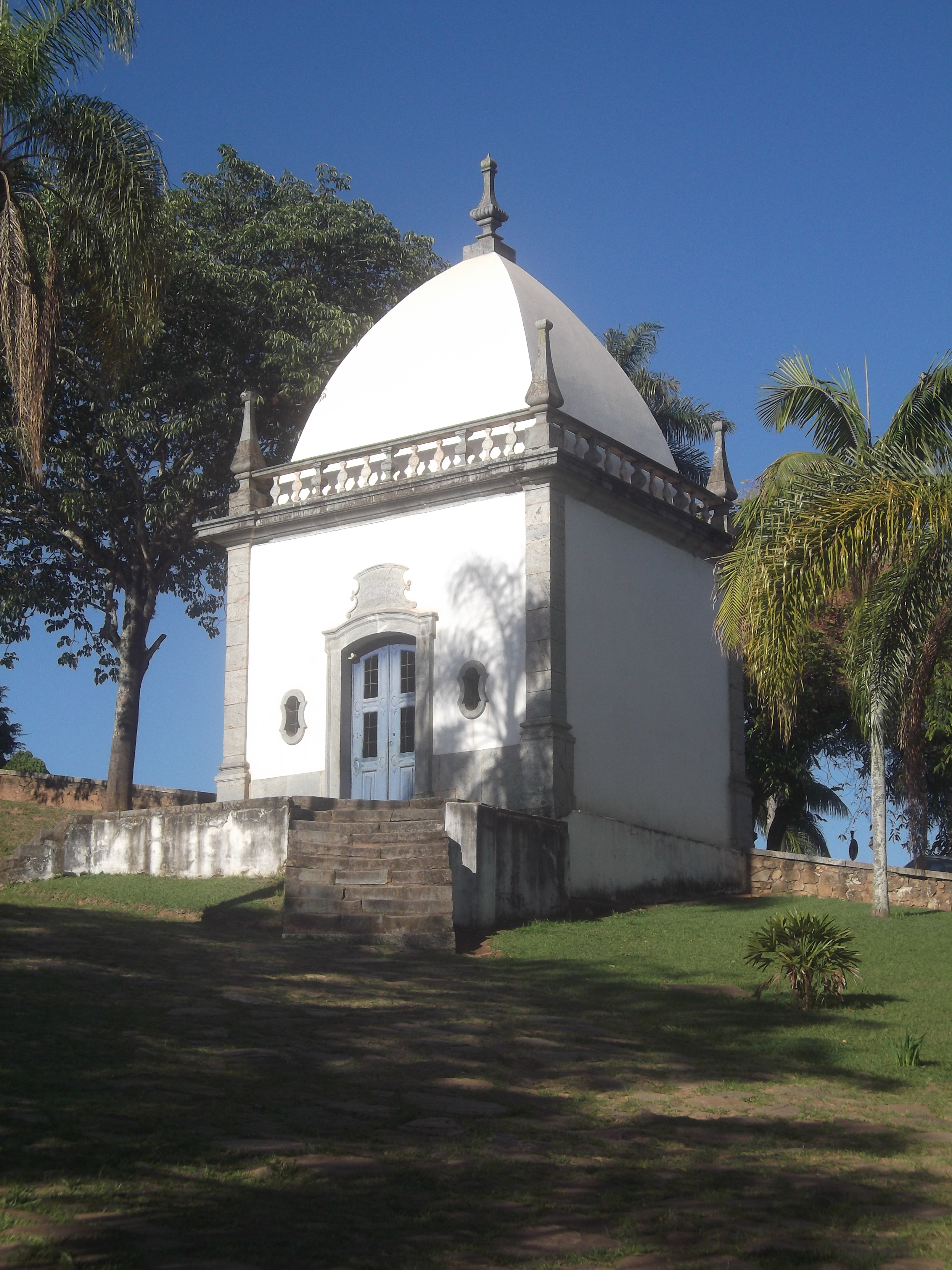
Eine der sieben Kapellen mit Szenen aus der Passion Christi

## Kapellen mit Passionsszenen
Unterhalb der Kirche stehen in einem Garten sieben Kapellen mit Szenen aus der Passionsgeschichte Christi. Die in Zedernholz geschnitzten und farbig gefassten Figuren schuf der Bildhauer Aleijadinho 1796–1800 mit seinen Schülern.
Die Szenen zeigen Das Letzte Abendmahl, Gebet am Ölberg, Christus im Kerker, Geißelung und Dornenkrönung, Kreuztragung und Kreuzigung Christi. Der mimische Ausdruck der Figuren ist absichtsvoll karikaturhaft, denn die Folterknechte und Peiniger Jesu sind kleinwüchsig dargestellt, sie haben krumme oder lange Nasen und einfältige Gesichter.

## Galerie

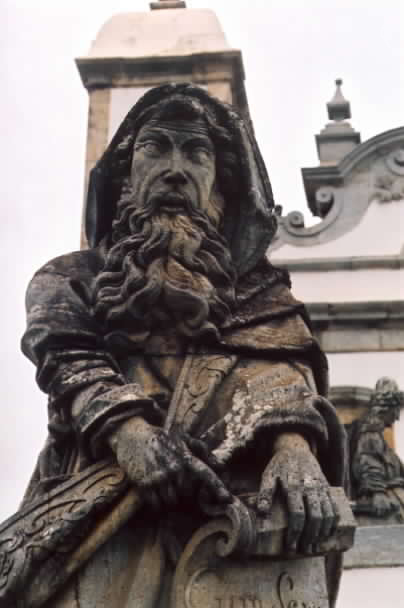
Prophet Jesaja an der Freitreppe zur Kirche, von Aleijadinho
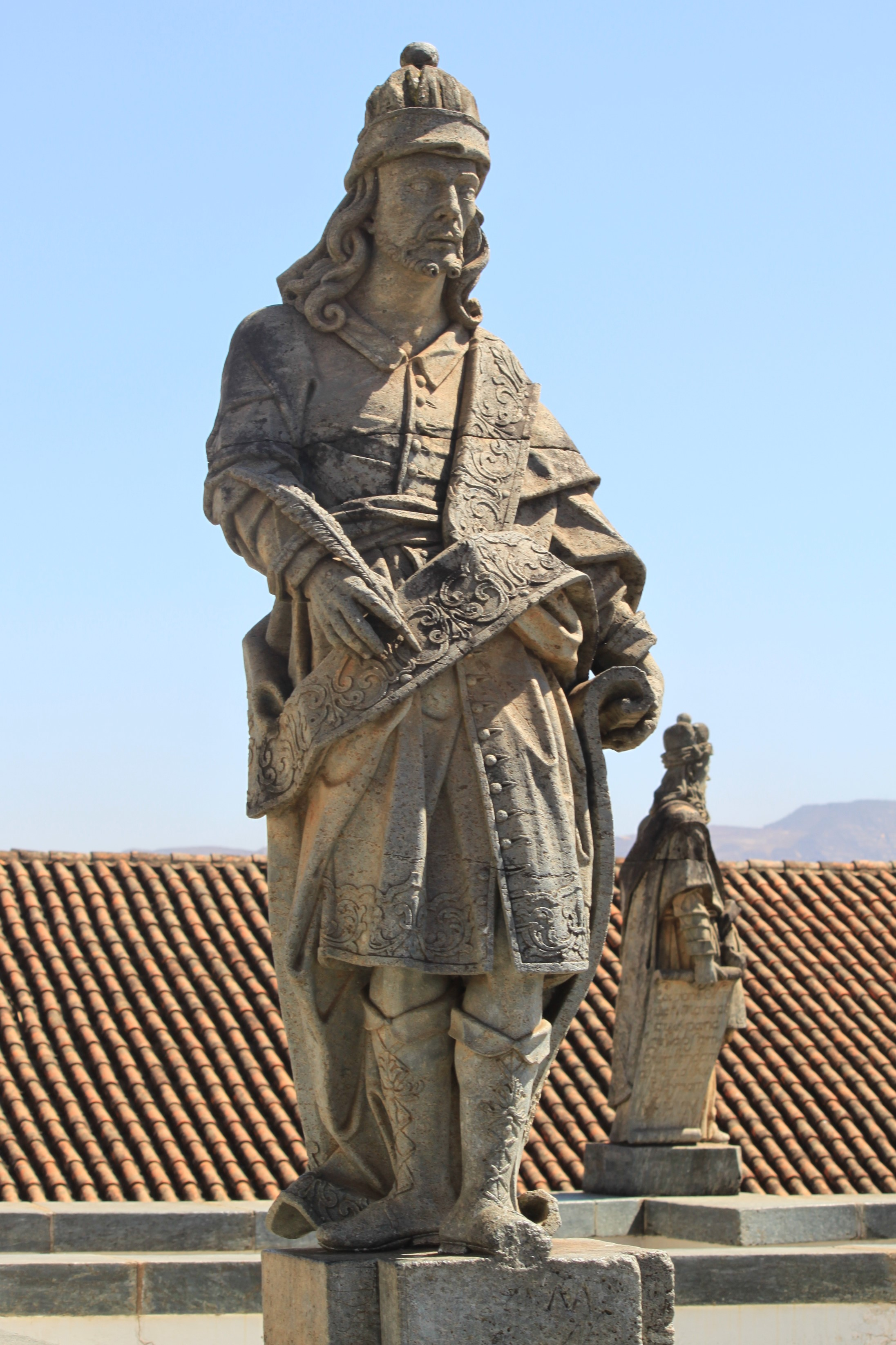
Lebensgroßer Prophet Hosea von Aleijadinho
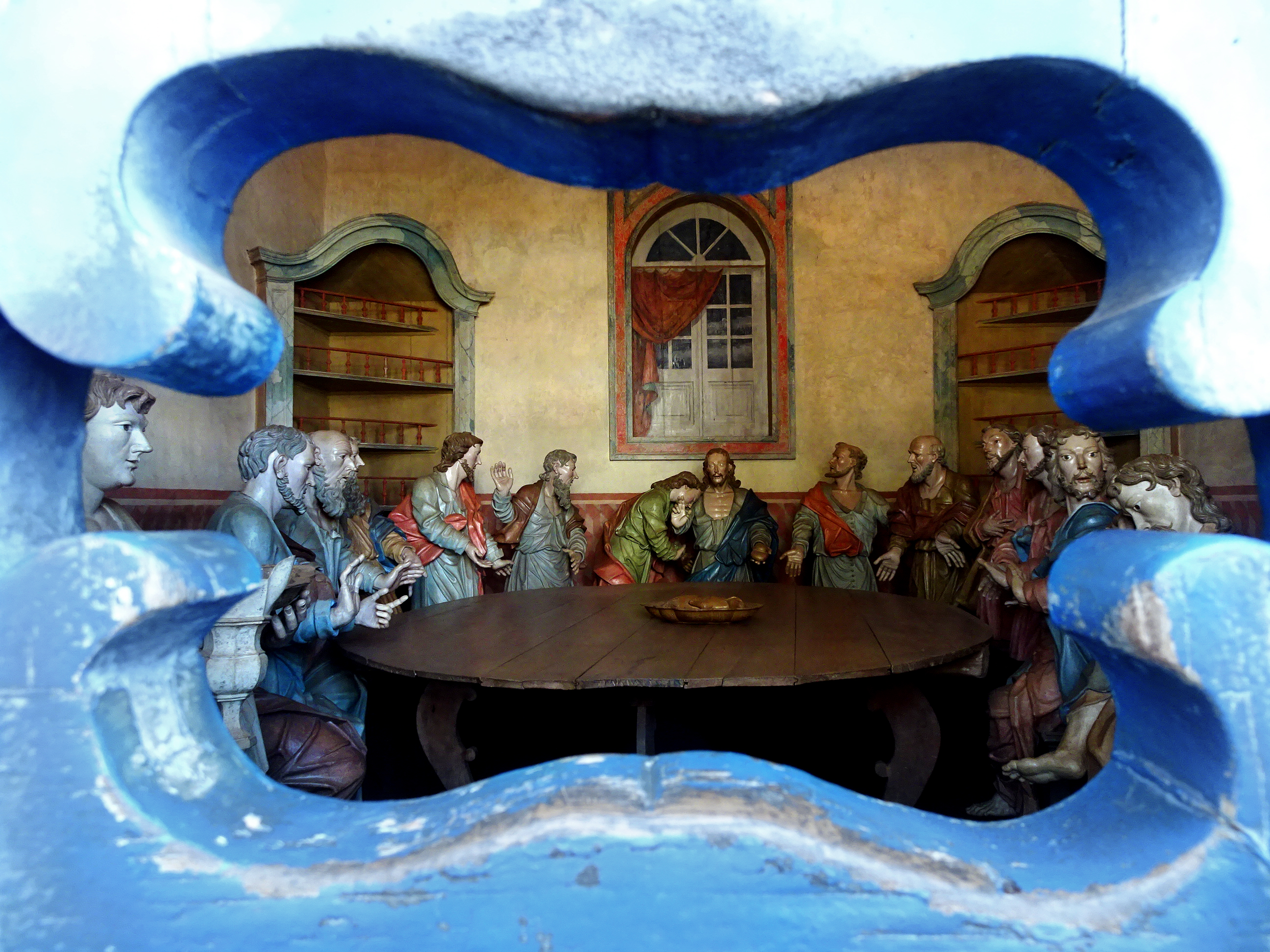
Letztes Abendmahl von Aleijadinho
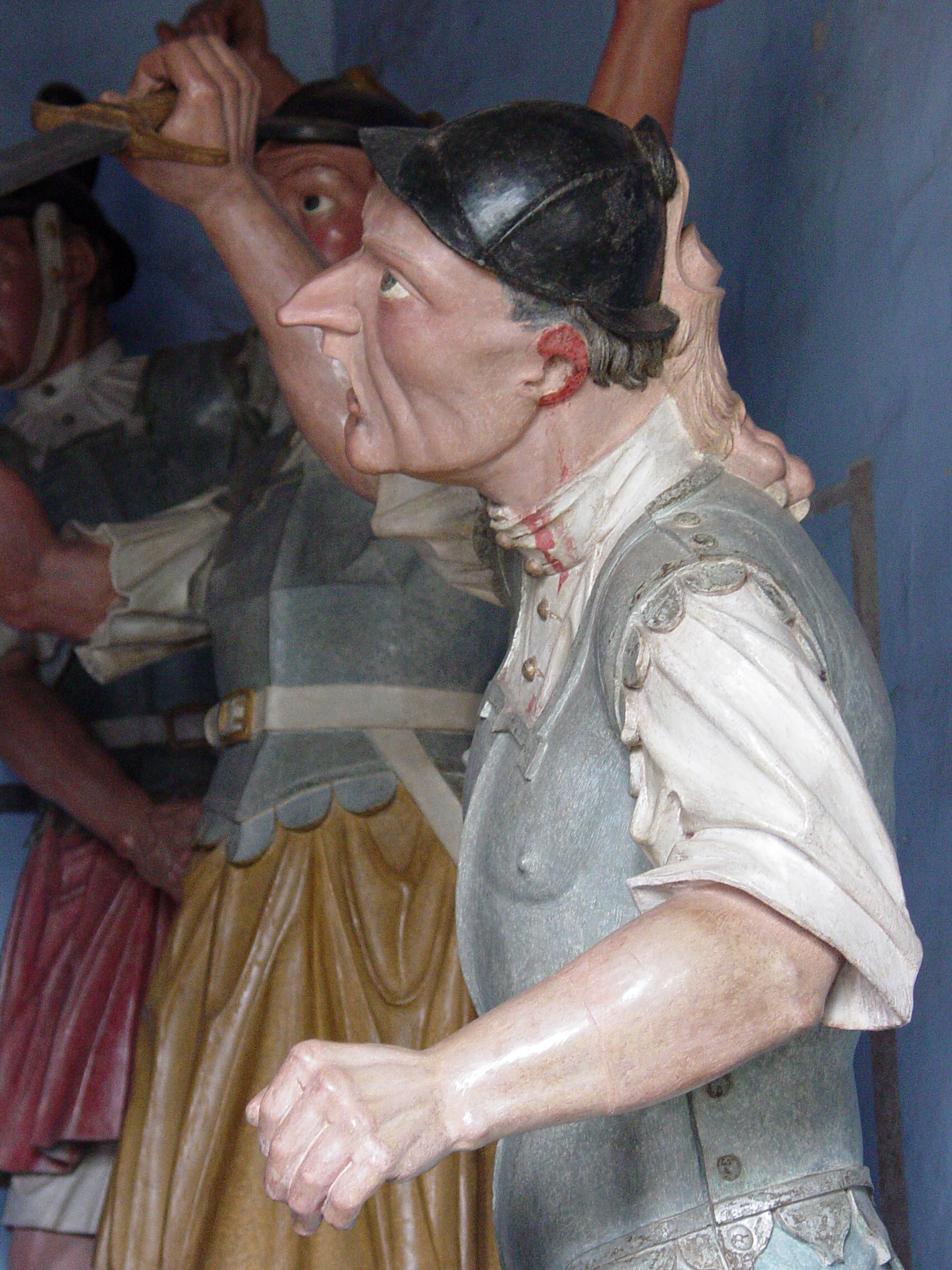
Römischer Soldat, der Jesus Christus während seiner Dornenkrönung verspottet, Skulptur von Aleijadinho